# Dmitri Nikolajewitsch Talantow
Dmitri Nikolajewitsch Talantow (russisch Дмитрий Николаевич Талантов, wiss. Transliteration Dmitrij Nikolaevič Talantov; *  29. Dezember 1960) ist ein russischer Rechtsanwalt, Spezialist für Strafrecht und Strafprozessrecht, Anwalt und ehemaliger. Präsident der Rechtsanwaltskammer der Udmurtischen Republik der Russischen Föderation. Er ist der erste russische Anwalt, der nach Artikel 207.3 des Strafgesetzbuches der Russischen Föderation (Verbreitung wissentlich falscher Informationen über die Aktionen der Armee der Russischen Föderation) verurteilt wurde. Vorgeworfen wurde ihm ein Facebook-Post über die Aktionen des russischen Militärs in den ukrainischen Städten Charkiw, Mariupol, Irpen und Butscha. Talantow wurde zu sieben Jahren Gefängnis verurteilt. Über den Strafprozess gegen Dmitri Talantow wurde in den Medien ausführlich berichtet. Das Memorial Human Rights Centre erkannte Talantow als politischen Gefangenen an. Amnesty International erkannte ihn als "Gefangener aus Gewissensgründen" (prisoner of conscience) an.

## Biographie
Dmitri Talantow wurde  1960 geboren und absolvierte eine Fachschule für Mathematik und anschließend die Udmurtische Universität mit einem Abschluss in Rechtswissenschaften. In den 1980er Jahren begann er seine Karriere als Anwalt, arbeitete Ende der 1980er Jahre mehrere Jahre als Richter und kehrte dann wieder in die Anwaltschaft zurück. Seit 2002 war er Präsident der Rechtsanwaltskammer der Republik Udmurtien. Im August 2021 vertrat er den Journalisten Ivan Safronov, der wegen Landesverrats angeklagt war, nachdem Safronovs früherer Anwalt, der Menschenrechtsaktivist und Anwalt Ivan Pavlov, wegen seines Engagements für die Menschenrechte Schikanen ausgesetzt war und ihm unter anderem Berufsverbots drohte.
Talantow ist verheiratet und lebt in Ischewsk, Udmurtische Republik; seine Ehefrau Olga ist Anwältin.

## Artikel 207.3 des Strafgesetzbuches der Russischen Föderation
Die strafrechtliche Haftung für sogenannte Fälschungen über die russische Armee wurde vor dem Hintergrund der bewaffneten Invasion der Ukraine durch Russland im Jahr 2022 eingeführt.
Artikel 207.3 Öffentliche Verbreitung wissentlich falscher Informationen über den Einsatz der Streitkräfte der Russischen Föderation, die Ausübung der Befugnisse staatlicher Stellen der Russischen Föderation, die Bereitstellung von Unterstützung durch Freiwilligenverbände, -organisationen oder -personen bei der Erfüllung von Aufgaben, die den Streitkräften der Russischen Föderation oder den Truppen der Nationalgarde der Russischen Föderation übertragen wurden, der durch das Bundesgesetz vom 04.03.2022 N 32-FZ eingeführt wurde, ist in der Fassung der Bundesgesetze vom 25.03.2022 N 63-FZ, 18.03.2023 N 58-FZ, 25.12.2023 N 641-FZ in Kraft, d. h. er wurde im ersten Jahr nach seiner Verabschiedung zweimal geändert.

## Inhalt der inkriminierten Äußerungen Talantows
Talantow veröffentlichte über Facebook ein Foto eines Mannes, der auf dem Roten Platz in Moskau ein Plakat mit der Aufschrift „Der Ukraine Frieden - Für Russland: Rechenschaft, Schrecken, Scham, Sühne - für Putin: die Hölle“ hochhält. Talantow versah es mit folgendem Text: 

„Und wie kann es nach den Fotos und Videos aus Charkiw, Mariupol, Irpen und Butscha anders sein???? Das ist kein Faschismus mehr – das sind extreme nazistische Praktiken! Wenn die Mehrheit meiner Landsleute danach den Mörder Pu und seine Bande unterstützt, weigere ich mich, sie als menschliche Wesen anzuerkennen. Menschen sind mit Mitgefühl begabt. Und diese Leute sind einfach nur dummer und böser Abschaum.“

## Anzeigen gegen Dmitri Talantow
Die Strafverfolgung begann, nachdem der Blogger Roman Skomorokhov am 12. April Screenshots von Talantows Facebook-Posts auf der Website von Voennoe Obozrenie veröffentlichte und ankündigte, beim Generalstaatsanwalt und beim FSB-Department von Udmurtien die Bestrafung Talantows zu fordern. Zuvor war Talantow wegen eines Beitrags, in dem er schrieb, dass in der Anwaltskammer kein Platz für Befürworter des Krieges sei, in einem Ordnungswidrigkeitsverfahren wegen „Diskreditierung“ der russischen Streitkräfte angeklagt worden. Das Verfahren wurde nach einer Anzeige der Anwältin Violetta Volkova eingeleitet.

## Anklage und Prozess gemäß Art. 207.3
Die Staatsanwaltschaft forderte für Talantow wegen Verstoßes gegen Artikel 207.3 und anderer Tatbestände des Strafgesetzbuchs eine Freiheitsstrafe von zwölf Jahren.
Talantow wurde vorgeworfen, er habe Informationen verbreitet, die im Widerspruch zu den offiziellen Angaben des Verteidigungsministeriums der Russischen Föderation standen. Jedoch waren zum Zeitpunkt von Talantows Facebook-Beiträgen, wie die Verteidigung ausführte, noch gar keine derartigen Äußerungen öffentlich gemacht worden. In der Gerichtsverhandlung erklärte Talantow diesbezüglich.

„Wie hätte ich wissentlich falsche, diskreditierende Aussagen machen können, die nicht den Informationen des Verteidigungsministeriums entsprechen, wenn die Positionen des Verteidigungsministeriums noch nicht veröffentlicht worden waren? Sie sind mit einem Zeitstempel versehen. Was soll das heißen?“

Er legte im Strafverfahren dar, dass keiner seiner Texte, für die er strafrechtlich zur Verantwortung gezogen wurde, irgendwelche (und daher auch keine falschen) Informationen über den Einsatz der russischen Streitkräfte auf dem Territorium der Ukraine enthielt.
Talantow wurde wegen mehrerer Beiträge auf Facebook zu sieben Jahren Gefängnis verurteilt.

## Auswirkungen auf die Rechtsberufe in Russland
Richter Sergei Khomyakov begründete den Haftbefehl gegen Talantow damit, dass er Rechtsanwalt sei und daher die Feinheiten des Systems der Strafverfolgung kenne und aufgrund seiner Erfahrung als Anwalt „seine kriminellen Aktivitäten fortsetzen“ oder untertauchen könne. Damit wurde in Russland ein Präzedenzfall geschaffen, nach dem der Beruf des Anwalts einer der zusätzlichen Gründe für die Wahl einer Präventivmaßnahme wie der Festnahme anstelle einer Maßnahme ohne Freiheitsentzug ist, da der Beruf des Anwalts Kenntnisse über das Strafverfolgungssystem voraussetzt.

## Kampagne zur Unterstützung von Dmitri Talantow
Die UN-Sonderberichterstatterin für Menschenrechte in der Russischen Föderation, Mariana Katzarova, forderte einen Freispruch für Talantow. Sie wies darauf hin, dass er unverzüglich freigelassen und alle Anklagen gegen ihn fallengelassen werden sollten, da die gewaltfreie Äußerung der eigenen Meinung oder die Ablehnung des Krieges durch international garantierte Menschenrechte geschützt seien. Die Kriminalisierung solcher Handlungen in Russland, deren einziger Zweck darin bestehe, Andersdenkende zum Schweigen zu bringen, solle daher dringend aufgehoben werden.  Ähnliche Forderungen wurden vom Europäischen Parlament, der International Association of Russian Advocates. der Russian Helsinki Group und Amnesty International erhoben Auch die International Bar Association (IBA) forderte in einer Stellungnahme Talantows sofortige Freilassung. Auch die Pet Shop Boys forderten Talantows Freilassung.